# Social Call (альбом Бетти Картер)
Social Call — студийный альбом американской певицы Бетти Картер, выпущенный в 1980 году на лейбле Columbia Records. Альбом записан с участием Рэя Брайанта и биг-бэнда и аранжировками Джиджи Грайса. Из одиннадцати треков первые шесть были записаны в 1955 году и первоначально выпущены как часть альбома Meet Betty Carter and Ray Bryant. Остальные пять треков были записаны в 1956 году, но оставались неизданными.

## Отзывы критиков
| Оценки критиков                     | Оценки критиков |
| Источник                            | Оценка          |
| ----------------------------------- | --------------- |
| AllMusic                            | [ 4 ]           |
| Encyclopedia of Popular Music       | [ 5 ]           |
| The Rolling Stone Jazz Record Guide | [ 6 ]           |

Скотт Яноу из AllMusic отметил, что, естественно, на этих выступлениях Картер звучит гораздо более традиционно, чем 30-40 лет спустя, но её голос уже был сразу узнаваем. Рецензент Крис Альбертсон из Stereo Review написал: «В последнее время стало довольно модно пускать слюни по поводу каждой интонации Бетти Картер, устремлять пустой взгляд в пространство и вслух удивляться, почему её артистизм в значительной степени игнорируется как общественностью, так и средствами массовой информации. На самом деле, мне не так уж трудно это понять; её работа последних лет была резким, напряженным преувеличением того, что обычно считается душевностью. В том, что я слышу от Бетти Картер в наши дни, нет ни капли правды. Однако, когда в середине пятидесятых были сделаны записи Social Call, Картер пела скорее как Сара Воан, время от времени кивая в сторону Аниты О’Дэй, и для меня они гораздо приятнее, чем всё, что я слышал от неё в последние годы. На самом деле, это выдающаяся коллекция джазового вокала. Двадцать пять лет — долгий срок для эволюции джаза, но этот альбом не кажется устаревшим; он помогает объяснить, почему Бетти Картер никогда по-настоящему не занимала центральное место на сцене. Бетти Картер, конечно, позже отошла от стиля Воан, и какое-то время она была экстраординарной, но почти совершенство превратилось в почти пародию».

## Список композиций
1. «Moonlight in Vermont» (Джон Блэкберн, Карл Зюсдорф) — 3:23
2. «Thou Swell» (Лоренц Харт, Ричард Роджерс) — 1:39
3. «I Could Write a Book» (Лоренц Харт, Ричард Роджерс) — 2:37
4. «Gone with the Wind» (Герберт Мэджидсон, Элли Врубель) — 4:10
5. «The Way You Look Tonight» (Дороти Филдс, Джером Керн) — 2:42
6. "Can’t We Be Friends? (Пол Джеймс, Кей Свифт) — 2:25
7. «Tell Him I Said Hello» (Джек Дж. Каннинг, Билл Хагнер) — 2:32
8. «Social Call» (Джиджи Грайс, Джон Хендрикс) — 2:37
9. «Runaway» (Сай Коулман) — 2:28
10. «Frenesi» (Альберто Домингес, Леонард Уиткап) — 2:29
11. «Let’s Fall in Love» (Гарольд Арлен, Тед Колер) — 1:57

## Участники записи
Музыканты
- Аранжировка, дирижёр — Куинси Джонс (треки 1-3, 7), Джиджи Грайс (8-11)
- Бас-гитара — Уэнделл Маршалл (1-7), Милт Хинтон (8-11)
- Вокал — Бетти Картер
- Саксофон — Эл Кон (8-11), Дэнни Бэнк (8-11), Сэм Марковиц (8-11), Селдон Пауэлл (8-11)
- Тромбон — Джимми Кливленд (8-11), Урби Грин (8-11)
- Труба — Берни Глоу (8-11), Конте Кандоли (8-11), Джо Ферранте (8-11), Ник Трэвис (8-11)
- Ударные — Филли Джо Джонс (1-7), Ози Джонсон (8-11)
- Флейта — Джером Ричардсон (3, 5, 6)
- Фортепиано — Рэй Брайант (1-7), Хэнк Джонс (8-11)

Продакшн
- Графический дизайн — Джон Берг
- Дизайн (переиздания) — Objectif Lune
- Оформление (оригинальная цветная иллюстрация) — Кен Роббинс
- Примечания к вкладышу — Рассел Герстен
- Фотография (Оригинальное фото на обложке) — Чак Стюарт
- Продюсер — Джо Макьюэн, Марв Хольцман
- Продюсер переиздания — Даниэль Баумгартен

## Чарты
| Чарт (1980)                            | Высшая позиция |
| -------------------------------------- | -------------- |
| США (Billboard Best Selling Jazz LP’s) | 36             |